# Club Natació Badalona
El Club Natació Badalona es un club deportivo de la ciudad española de Badalona (Barcelona).

## Historia
Aunque su fundación data de 1929, los primeros estatutos datan del 28 de mayo de 1930. El primer presidente fue Joan Vilà i Guell y la sede social era Els Banys El Pescador. Con cerca de 2000 socios, es la segunda entidad más grande de la ciudad de Badalona.

## Presidentes desde su fundación a la actualidad
- Joan Vilà i Guell (1929)
- Joan Solernou Enrich (1932)
- Francesc Amat (1933)
- Enric Alanyà Altés
- Gabriel Bigas Grau (1936)
- Francesc Albesa Royo (1937)
- Juli Nyssen Vicente (1940)
- LIuís Mongé Ferrer (1943)
- Jaume Pons CoIlado (1947)
- Santiago March (1959)
- Lluís Mongé Ferrer (1967, segon cop)
- Joan Lladó i Solà (1969)
- Pere Parés Compte (1974)
- Salvador Duran Domínguez (1980)
- Llàtzer Llopart Llopart
- Artur Serra Roura (1987)
- Miquel Estruch Traité (1995)
- Esteve Ruiz (1995 a )
- Marc Estruch (2017 a actualidad)

## Secciones
- Natación
- Waterpolo
- Patín de vela
- Windsurf
- Actividades subacuáticas
- Triatlón
- Baloncesto
- Remo
- Paddle Surf
- Kite Surf